# الطريق الأوروبي E20
الطريق الأوروبي E20 هو طريق حر وأحد الطرق الرئيسيّة في شمال أوروبّا ضمن شبكة طرق E الأوروبيّة التي وضعتها لجنة الأمم المتحدّة الاقتصاديّة لأوروبّا. تم إنشائه ليربط ستّة دول هي أيرلندا والمملكة المتحدة والدنمارك والسويد وإستونيا وروسيا. يبلغ طوله حوالي 1,880 كم، وهو غير مستمر، حيث يجب عبور مياه البحر في ثلاثة نقاط، كما يمكن استخدام سفن الدحرجة لنقل المركبات من دبلن الأيرلنديّة إلى ليفربول البريطانيّة، ومن ستوكهولم السويديّة إلى تالين الإستونية، ولكن لا توجد وسيلة لنقل المركبات عبر بحر الشمال بين كينغستون أبون هال البريطانيّة وإيسبيرغ الدنماركيّة.
يبلغ مجموع التجارة المارّة بهذا الطريق حوالي 150 مليار دولار، ويخدم سوق لحوالي 22 مليون نسمة في الدول الستّة، ويمرّ بعدة جسور رابطًا دولاً بأخرى.

## صور
- الطريق في غرب يوركشير، إنجلترا
- الطريق قرب أودنسه، الدنمارك
- الطريق قرب حدود إستونيا-روسيا

## وصلات خارجية
- مسار طريق E20 على elbruz.org